# Овёс посевной
Овёс посевно́й, или Овёс кормово́й, или Овёс обыкнове́нный (лат. Avéna satíva) — однолетнее травянистое растение, вид рода Овёс (Avena), широко используемый в сельском хозяйстве злак.
Овёс посевной — неприхотливое к почвам и климату растение со сравнительно коротким (75—120 дней) вегетационным периодом, семена прорастают при +2°С, всходы переносят небольшие заморозки[уточнить], поэтому культура с успехом выращивается в северных областях.

## Ботаническое описание

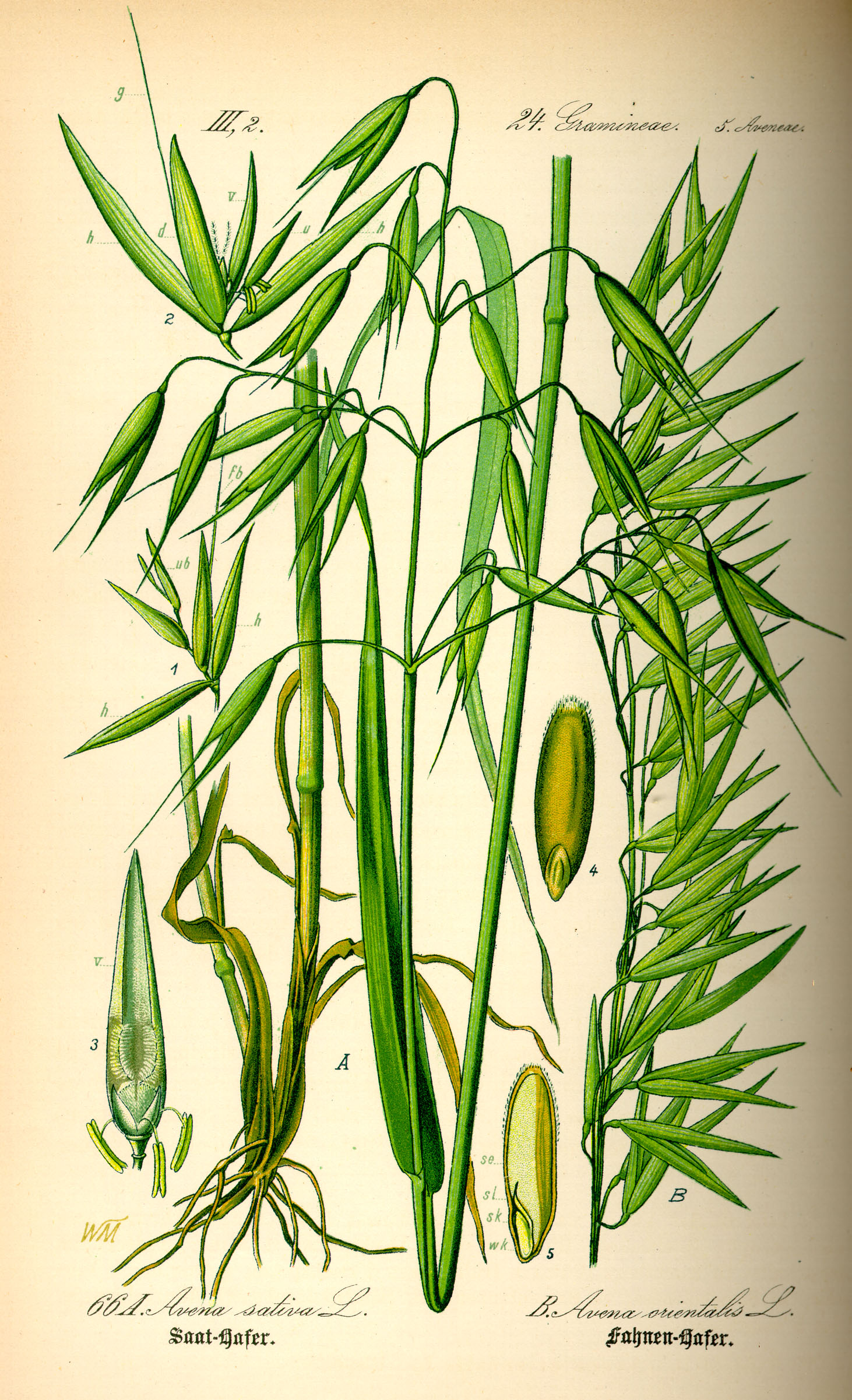

Однолетнее травянистое растение высотой 50—170 см, всегда с голыми узлами.
Корень мочковатый.
Стебель — соломина 3—6 мм в диаметре, с двумя — четырьмя узлами.
Листья очерёдные, зелёные или сизые, линейные, влагалищные, шероховатые, 20—45 см длины и 8—30 мм ширины.
Цветки мелкие, собраны по 2—3 в колоски, образующие раскидистую, реже однобокую метёлку до 25 см длиной. Колоски средней величины, двух-трёхцветные; цветки только нижние с остью, реже все безостые. Чешуя колоска до 25 мм длиной, немного длиннее цветка. Все цветки в колоске без сочленений; ось колоска голая. Нижняя цветочная чешуя ланцетная, около 20 мм длиной, на верхушке двузубчатая, большей частью голая, при основании с немногими волосками или вся голая; ость немного согнутая, или прямая, или отсутствует. Цветёт в июне — августе.
Плод — зерновка.

## Разновидности

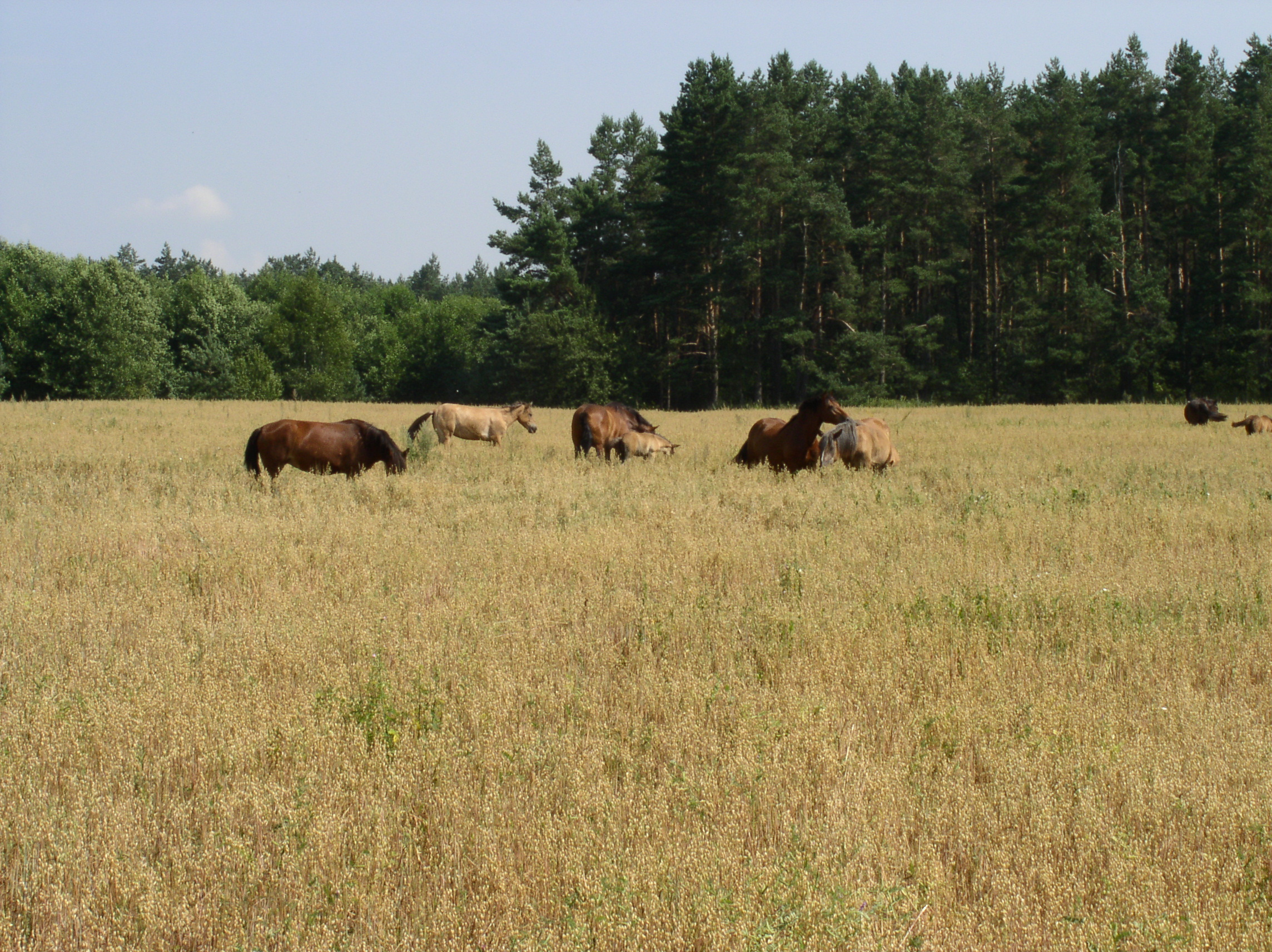
Лошади пасутся на поле овса в Минской области Белоруссии

Овес посевной делится на плёнчатый и голозёрный. Наиболее урожайной является плёнчатая форма, которая занимает наибольшие посевные площади, а голозёрная распространена редко. Голозёрный овёс имеет крупные многоцветковые колоски с мягкими плёнками, поэтому при обмолоте зерно легко выпадает из них. У плёнчатого цветочные плёнки твёрдые. Голозёрный овёс требователен к влаге.
Между собой разновидности овса различаются строением метёлки (раскидистая или одногривая), цветом цветочных чешуек (белый, жёлтый, коричневый), остистостью зерна. Безостые формы овса имеют в метёлке не более 25 % остистых колосков. Во влажные годы остистость меньше, а в засушливые (при низкой агротехнике) остистость одного и того же сорта увеличивается.
Самые распространённые формы плёнчатого овса: mutica, aristata и aurea.

## Особенности роста и развития
Овёс влаголюбив, холодостоек и менее требователен к почве, чем другие хлебные злаки (кроме ржи). Семена начинают прорастать при температуре 2—3 °С, всходы выдерживают заморозки до −4… −5 °С. Вегетационный период длится от 80 до 110 дней в зависимости от условий выращивания и сорта. Семена овса при прорастании обычно развивают три зародышевых корешка. В первые дни главный стебель растёт очень медленно (1—2 мм в сутки), а корни быстро. Всходы в полевых условиях появляются на восьмой — десятый день. При образовании третьего — четвёртого листа начинается фаза кущения (на седьмой — девятый день после всходов), во время которой образуются дополнительное корни, боковые побеги (побеги кущения) и два — три производительных стебля. В этой фазе на главном и боковых побегах закладываются зародышевые метёлки. Энергичный рост стебля и метёлки наблюдается после фазы выхода в трубку, крупнейшее накопление сухого вещества — в период выхода в трубку до фазы выбрасывания. Цветение овса идёт от верхушки метёлки до основания и от концов ветвей первого порядка до главной оси метёлки. Оно продолжается шесть — восемь, иногда девять — десять дней. Налив и созревание зерна в метёлке растянуто примерно на месяц. В верхней части метёлки и на концах ветвей низших порядков труднее всего развивается зерно, которое при опоздании со сбором осыпается первым, что снижает не только урожай, но и его качество.

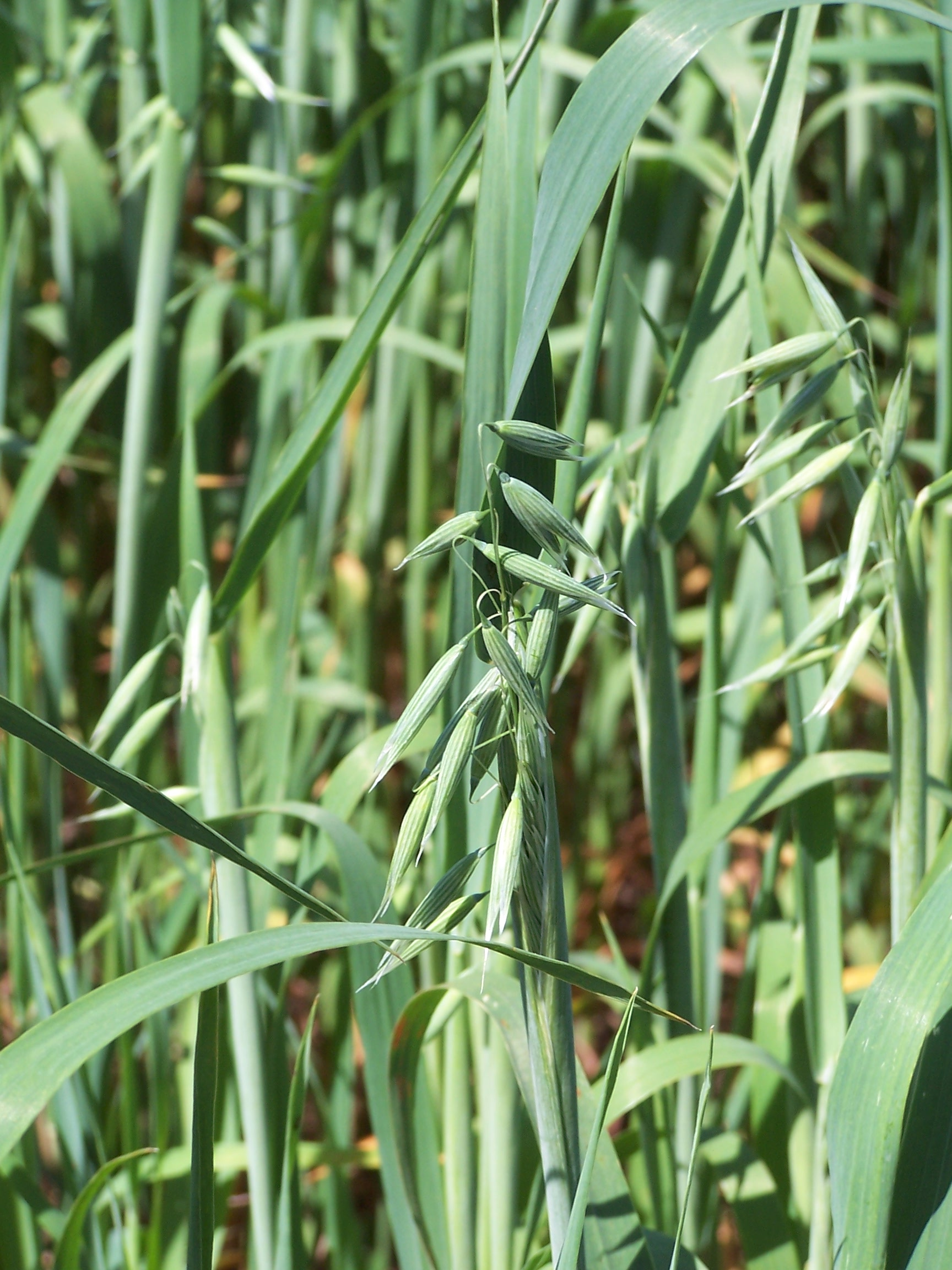
Овёс с соцветиями
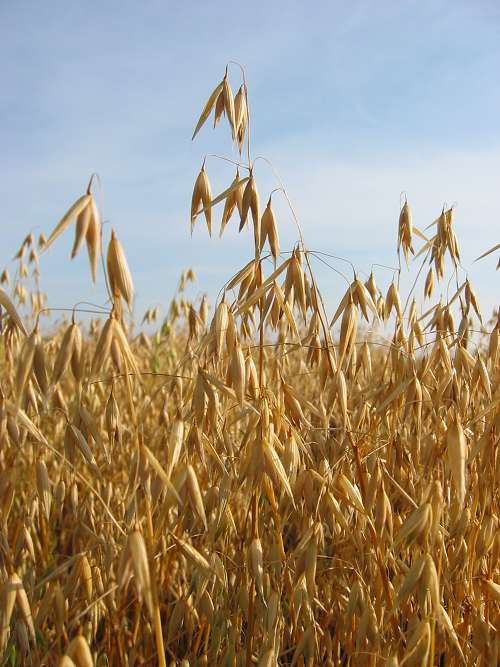
Овёс в поле
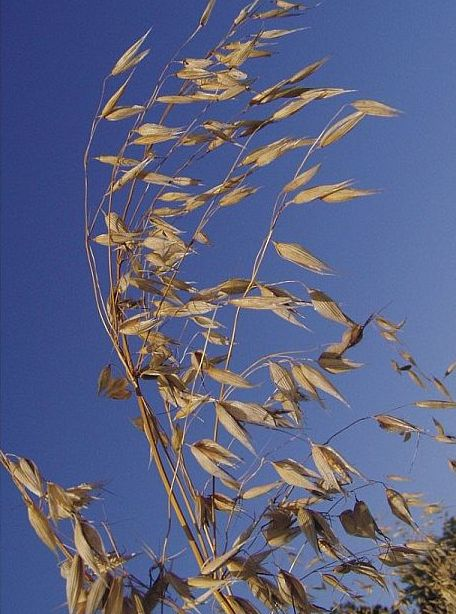
Колосок овса
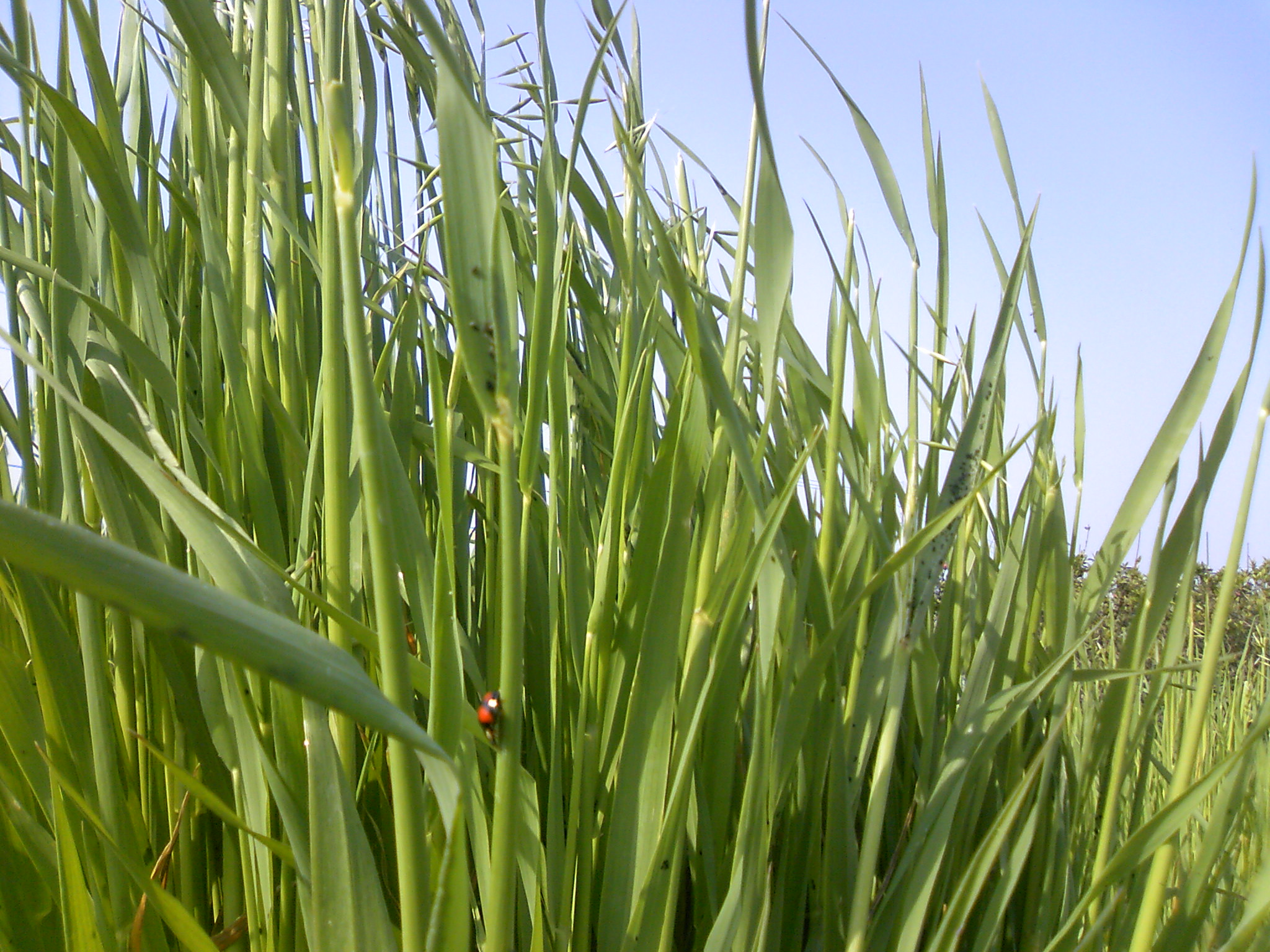
Божья коровка уничтожает тлю на молодом овсе
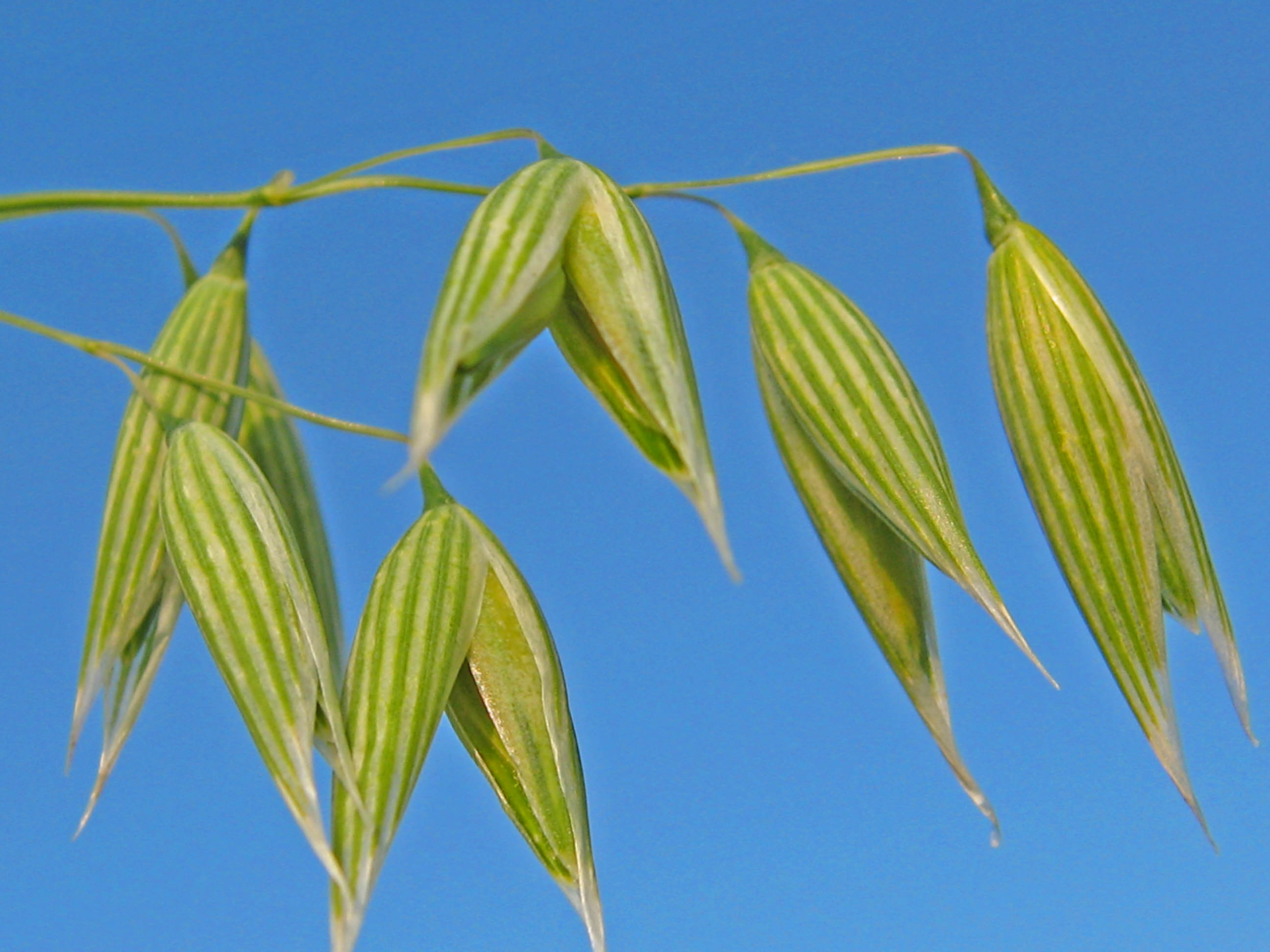
Цветки овса

## История культивирования
Родина овса — Монголия и северо-восточные провинции Китая. Его начали обрабатывать позднее, чем пшеницу и ячмень — во втором тысячелетии до нашей эры. Он засорял посевы полбы, однако земледельцы не пытались с ним бороться, поскольку уже тогда были известны его замечательные кормовые свойства. При продвижении посевов на север овёс вытеснил более теплолюбивую полбу.
Автор этой гипотезы о происхождении овса — Николай Иванович Вавилов. В 1916 году во время путешествия по Ирану он заметил поля полбы (Triticum dicoccum) близ Хамадана. Эти посевы оказались засоренными обычным овсом (Avena sativa). Поскольку его вообще не выращивают ни в Иране, ни в соседних странах, найти его можно только среди полбы.

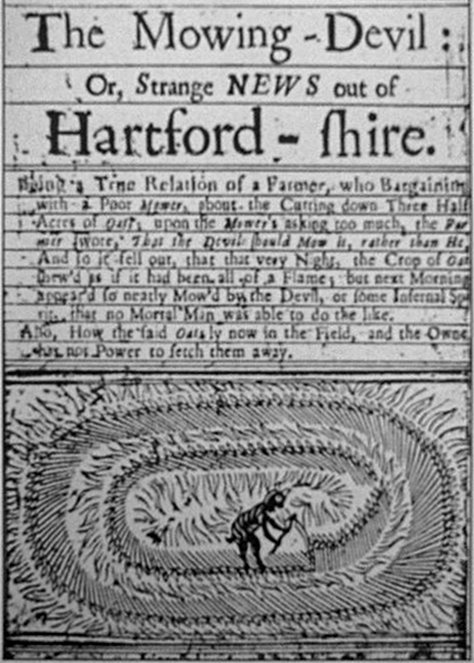
Ксилография Дьявол-жнец (1678)

В Европе первые следы овса найдены в поселениях бронзового века на территории современных Швейцарии, Франции и Дании. Письменные упоминания об этой культуре встречаются в записях греческого врача Диейхса, который жил в IV веке до нашей эры. Плиний Старший писал, что древние германцы выращивали овёс и варили из него кашу. По этому поводу римляне и греки насмехались над ними, потому что воспринимали эту культуру как пригодную только для животных. По данным Галена, сеяли овёс и в Индии. Диоскорид не только упоминал о нём, но и использовал в медицинской практике.
Существует документальное подтверждение, что в 779 году овёс широко выращивался в англосаксонской Англии. На протяжении веков лепёшки, которые состояли из овсяной муки, воды и соли, были основной пищей для жителей Великобритании, особенно Шотландии. Это единственная зерновая культура, которая даёт хороший урожай в холодном и влажном климате. Овсяные лепёшки были популярны также в Уэльсе и Ирландии. Одним из старейших документов цереологии является хартфордширская ксилография Дьявол-жнец 1678 года, где изображён дьявол, который делает круги на поле овса.
В Нюрнберге в 1290 году был издан закон о том, что пиво следует варить только из ячменя. Категорически запрещалось варить пиво из овса, пшеницы и ржи. Тем не менее в XVI веке пивовары Гамбурга и Нюрнберга научились варить белое пиво из овса.
На Руси овёс был одной из важнейших зерновых культур. Блюда, приготовленные из овсяной муки (толокна), на протяжении столетий составляли обычную пищу населения Руси. Из овса делали русский кисель, о чём упоминает ещё «Повесть временных лет».
Вместе с другими зерновыми культурами овёс был завезён в Северную Америку шотландцами и был высажен на островах Элизабет, недалеко от береговой линии штата Массачусетс, откуда он распространился по стране. Овёс выращивали в основном для кормления лошадей, но эмигранты из Шотландии использовали овёс для приготовления каш, пудингов и выпечки.

## Агротехника

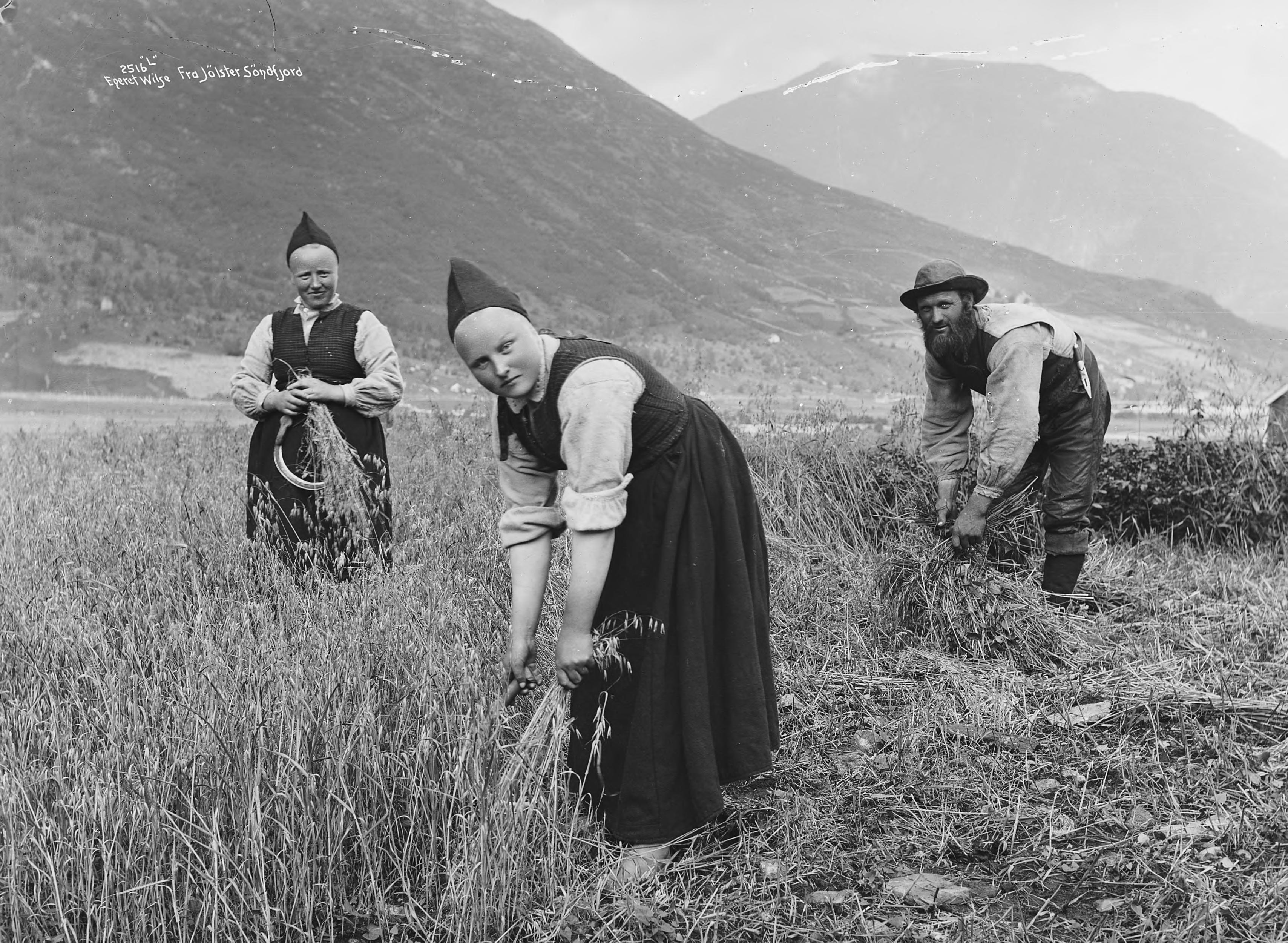
Сбор овса в Норвегии 1890 год

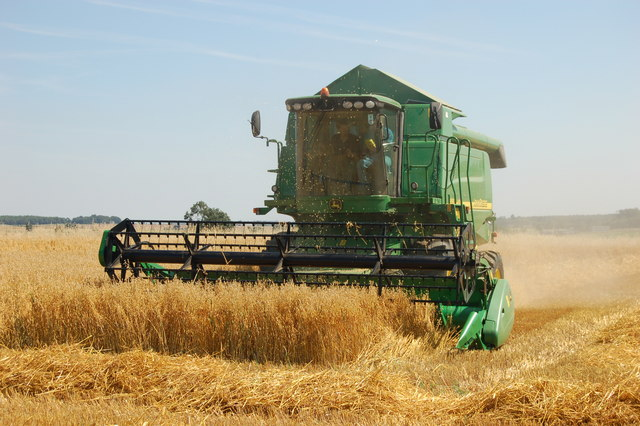
Сбор овса комбайном

### Место всевообороте
Лучшими предшественниками для овса являются удобренные пропашные (кукуруза, картофель), зернобобовые, бахчевые культуры, лён. Нежелательно высевать после овса сахарную свёклу в зоне распространения нематоды. При высокой культуре земледелия овёс можно высевать после пшеницы.

### Возделывание почвы
Для нормального развития овса требуется большое количество влаги. При высевании овса в севообороте после зерновых, по окончании уборки поле лущат и вспахивают на зябь, чтобы накопить хорошие запасы влаги. В засушливые годы или в районах с недостаточным количеством осадков, когда весной наступает почвенная засуха, урожай овса очень снижается.
Пахота весной приводит к пересушиванию почвы и опозданию с севом, что часто снижает урожаи зерна на 5 центнеров с гектара по сравнению с зяблевой (летне-осенней) вспашкой. В отдельных случаях на мокрых, низменных почвах, которые вследствие снежной зимы заплывают, проводят весеннюю пахоту с одновременным боронованием, а также прикатыванием ребристыми катками для уменьшения испарения воды.
В первые дни весенних полевых работ проводят предпосевное возделывание почвы — шлейфование или боронование пашни и культивацию. Очень важно своевременное возделывание почвы и своевременное проведение сева. Когда связанные почвы под воздействием атмосферных осадков очень уплотняются, то для лучшего рыхления почвы применяют чизель-культиваторы.

### Удобрения
У овса повышенная способность усваивать питательные вещества, а потому он менее требователен к плодородию почвы, чем другие зерновые. Хорошо усваивает калий из труднорастворимых соединений, а во влажных районах успешно используется фосфоритная мука. В зоне лесостепи сеют овёс обычно на третий или четвёртый год после внесения навоза. Овёс лучше других культур использует остатки питательных веществ. По данным опытов, когда овёс высевают после зерновых (пшеницы, ржи), дополнительное внесение азотных и фосфорных удобрений (по 30 кг/га действующего вещества) повышает урожай от 4 до 8 центнеров с одного гектара. На песчаных почвах овёс часто высевают после картофеля, под который вносились органические удобрения или пожнивной люпин как зелёное удобрение.
На осушенных торфяных почвах под овёс вносят калийные удобрения из расчёта 80—100 килограммов K2О на гектар, а на болотных почвах, требующих фосфорного удобрения, вносят 30—50 килограммов Р2О5 на гектар. Кроме того, дают также пиритные огарки (5 центнеров на гектар) или медный купорос (15—20 килограммов на гектар), что даёт хорошие результаты.

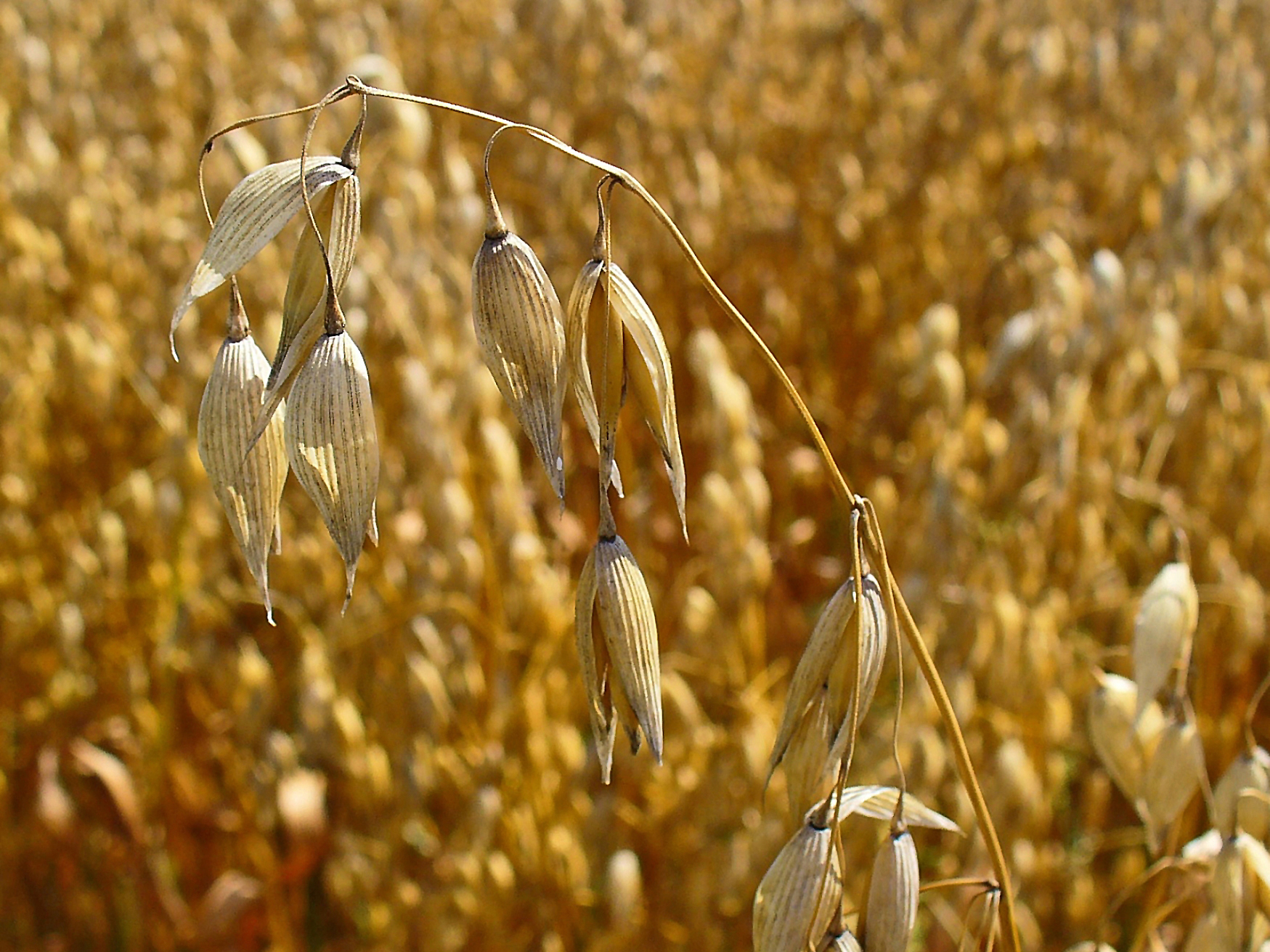
Зрелый овёс

### Сев
Для сева овса используют семена районированных сортов. При посеве отборными семенами урожай увеличивается на 5—6 центнеров с гектара. Перед посевом семена протравливают против головни раствором формалина.
Овёс высевают как можно раньше. Обычно это делают в начале полевых работ весной одновременно с севом яровой пшеницы, гороха и т. д. При позднем севе снижается урожайность, и растения могут быть повреждены различными вредителями и болезнями. Урожай зерна в соотношении к соломе также снижается, и зерно может быть худшего качества.
Сеют овёс узкорядным и перекрёстным способами. Поскольку он слабо кустится, сеют густо. Норма высева колеблется в довольно больших пределах и зависит от крупности и качества зерна и почвенно-климатических условий.
Семена овса на тяжёлых и влажных почвах в северных районах закапывают на глубину 2,5—3 см, на чернозёмах — 4—5 см, в южных засушливых районах на 5—6 см.

### Уход за посевами
При засушливой погоде после сева поле укатывают кольчатыми катками, при достаточной влажности боронуют для уничтожения кожицы и сорняков. Однако при бороновании жидких посевов значительно повреждаются растения, что снижает урожай. Для уничтожения сорняков используются гербициды.

## Сбор овса
Собирают овёс такими же комбайнами, как и другие зерновые, прямым или раздельным способом. Овёс поспевает неравномерно, начиная с верхней части метёлки. Если ждать, пока созреют все зерновки в метёлке, самые развитые зерновки верхушки метёлки начнут осыпаться. Поэтому лучшим сроком раздельного сбора считается время, когда полной спелости достигнет зерно верхней половины метёлки. Прямым комбайнированием овёс собирают в фазе полной спелости. Для этого выращивают устойчивые к осыпанию сорта.
На Руси косить овёс начинали 26 августа по старому стилю, в день, известный в народе как Наталья Овсяница.

## Болезни и вредители
Наиболее распространёнными болезнями овса являются стеблевая и корончатая ржавчина, пыльная и твёрдая головня. Из вредителей наибольший вред наносят щелкуны и шведская муха.

## Культивирование
|                | 2013 год (миллионов тонн) | 2016 год (миллионов тонн) | 2018 год (миллионов тонн) | 2022 год (миллионов тонн) |
| -------------- | ------------------------- | ------------------------- | ------------------------- | ------------------------- |
| Канада         | 2,68                      | 3,02                      | 3,44                      | 5,23                      |
| Россия         | 4,03                      | 4,76                      | 4,72                      | 4,53                      |
| Австралия      | 1,05                      | 1,30                      | 1,23                      | 1,73                      |
| Польша         | 1,44                      | 1,36                      | 1,17                      | 1,50                      |
| Бразилия       | 0,52                      | 0,88                      | 0,90                      | 1,30                      |
| Финляндия      | 1,16                      | 1,04                      | 0,82                      | 1,22                      |
| Великобритания | 0,78                      | 0,82                      | 0,85                      | 1,11                      |
| Испания        | 0,80                      | 0,88                      | 1,49                      | 0,87                      |
| США            | 0,93                      | 0,94                      | 0,81                      | 0,84                      |
| Германия       | 0,67                      | 0,54                      | 0,58                      | 0,75                      |
| Швеция         | 0,85                      | 0,77                      | 0,36                      | 0,73                      |
| Аргентина      | 0,44                      | 0,78                      | 0,49                      | 0,72                      |
| Китай          | 0,60                      | 0,89                      | 1,00                      | 0,60                      |
| В целом в мире | 20,7                      | 23,0                      | 23,1                      |                           |

Овёс выращивают в умеренном поясе. Он имеет более низкие требования к летнему теплу и более высокую устойчивость к дождю, чем другие злаки, такие как пшеница, рожь или ячмень, что является особенно важным для территорий с прохладным и влажным летом, среди которых и северо-западная Европа. Крупнейшие посевы овса — в России (около 20 % от мирового) и Канаде; овёс — одна из основных зерновых культур в Польше, Финляндии и Белоруссии.
На территории СНГ овёс распространён преимущественно в нечернозёмной зоне России, Белоруссии, Казахстане, районах Западной и Восточной Сибири.
В производственных условиях при применении современной технологии сбор зерна достигает 50—55 центнеров с гектара и более, на сортоучастках — 65—80.

## Химический состав
Состав овса зависит от посевного зерна, условий окружающей среды (почва, климат) и технологии возделывания (удобрения, средства защиты растений).
100 г съедобной части цельного зерна содержит:
| Питательные вещества | Питательные вещества |
| -------------------- | -------------------- |
| Вода                 | 14,0 г               |
| Белки*               | 10,1 г               |
| Углеводы             | 57,8 г               |
| Крахмал              | 36,1 г               |
| Жиры                 | 4,7 г                |
| Клетчатка            | 10,7 г               |
| Зола                 | 3,2 г                |

| Минеральные вещества | Минеральные вещества |
| -------------------- | -------------------- |
| Натрий               | 8 мг                 |
| Калий                | 355 мг               |
| Кальций              | 80 мг                |
| Магний               | 130 мг               |
| Марганец             | 3,1 мг               |
| Железо               | 5,8 мг               |
| Медь                 | 0,42 мг              |
| Цинк                 | 3,2 мг               |
| Фосфор               | 340 мг               |
| Селен                | 7 мкг*               |

| Витамины                  | Витамины |
| ------------------------- | -------- |
| Тиамин (B1)               | 675 мкг  |
| Рибофлавин (В2)           | 170 мкг  |
| Ниацин (B3)               | 2400 мкг |
| Пантотеновая кислота (В5) | 710 мкг  |
| Витамин В6                | 960 мкг  |
| Фолиевая кислота          | 35 мкг   |
| Витамин Е                 | 840 мкг  |

| Аминокислоты | Аминокислоты |
| ------------ | ------------ |
| Аргинин      | 850 мг       |
| Гистидин     | 270 мг       |
| Изолейцин    | 560 мг       |
| Лейцин       | 1020 мг      |
| Лизин        | 550 мг       |
| Метионин     | 230 мг       |
| Фенилаланин  | 700 мг       |
| Треонин      | 490 мг       |
| Триптофан    | 190 мг       |
| Тирозин      | 450 мг       |
| Валин        | 790 мг       |

*в зависимости от местности значение может существенно меняться. Так, например, количество белка в зерне может варьировать от 9 % до 15,7 %, крахмала от 21 % до 25 %, клетчатки от 7 % до 24 %, жиры от 2%-до 11 %, остальное приходится на витамины и минеральные соли.
Пищевые волокна овса состоят преимущественно из группы уникальных водорастворимых пищевых волокон (бета-глюкана).
Энергетическая ценность (калорийность) составляет 316 ккал.

## Применение
Зёрна овса используют для производства овсяной крупы «геркулес», толокна, муки и особого овсяного кофе. Из овсяной крупы готовят овсяную кашу («овсянку»). Овсяную муку применяют в хлебопекарной промышленности и кондитерском производстве (из неё пекут хлебцы, овсяное печенье, блины и т. п.). Расплющенные зёрна овса (овсяные хлопья) — основной компонент мюсли. Из крупы, хлопьев, муки готовят овсяный кисель.
Зерно овса используют как сырьё для выработки комбикормов и как концентрированный корм для животных. Возделывают овёс на зелёный корм, как в чистом виде, так и в смеси с бобовыми культурами, чаще с викой, горохом и чиной. Овсяную солому используют как грубый корм и как сырьё для комбикормовой промышленности.
Овёс обыкновенный является ценным сырьём для фармацевтической промышленности, входит в состав большинства продуктов спортивного питания, находит широкое применение в народной медицине и гомеопатии. Фармацевтическая промышленность выпускает спиртовую настойку овса, являющуюся эффективным успокаивающим средством.
Поскольку овёс имеет самое высокое содержание белка среди всех злаков, он используется для получения концентрата овсяного белка, применяемого при производстве спортивного питания, протеиновых батончиков, вегетарианских продуктов и мясных аналогов, обогащения белком хлебобулочных изделий, снэков, напитков и молочных коктейлей, продуктов быстрого приготовления. Овсяный белок благодаря своему особому составу обладает высокой пищевой ценностью.

### Корм для скота
Овёс посевной — одна из важнейших зернофуражных культур. В его зерне содержатся: белок — в среднем 10,1 %, крахмал — 36,1 %, жир — 4,7 %, зола — 3,2 %, сахар — 2,35 %, витамины В1, В2. Зерно овса в цельном виде является незаменимым кормом для лошадей, крупного рогатого скота, особенно молодняка, и домашней птицы. Оно отличается высокой питательностью: 1 килограмм овса соответствует одной кормовой единице с содержанием 85—92 грамма перевариваемого протеина. Овсяная мука хорошо усваивается организмом животных, поэтому её используют для откорма молодняка.
Овсяная солома содержит до 7 % белков и свыше 40 % углеводов, поэтому служит хорошим кормом для скота. 100 кг овсяной соломы составляют 31 кормовую единицу. Овсяная мякина в своём составе содержит до 8 % белков, более 41 % углеводов, а в 100 килограммах — 46 кормовых единиц.
Овёс выращивают также на зелёный корм, сено, сенаж, часто в смеси с викой, чиной.

### Кулинария

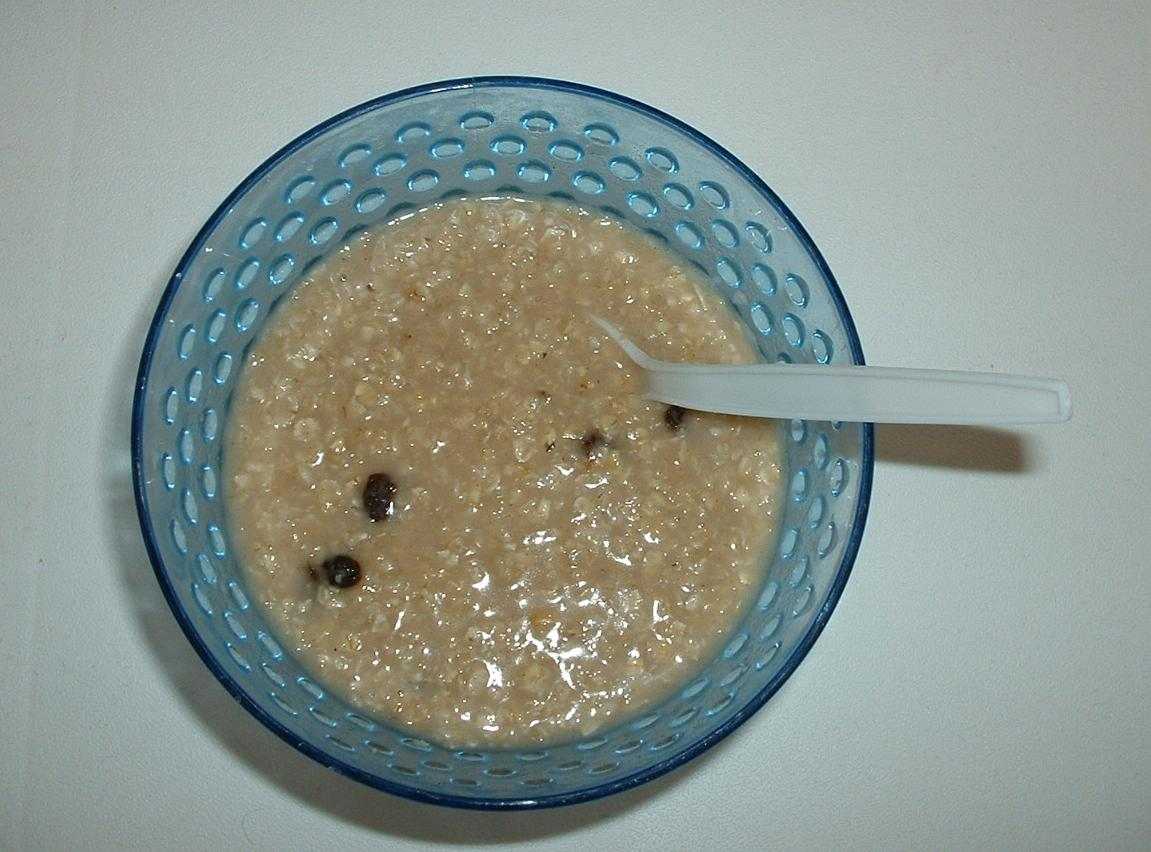
Овсяная каша с изюмом

В Европейском Союзе на сегодняшний день увеличивается употребление продуктов, содержащих овёс.
Из овсяного зерна изготавливают резаные и шлифованные крупы, овсяные хлопья, которые особенно ценны для детского питания благодаря повышенному содержанию белка и незаменимых аминокислот (лизина, триптофана, аргинина) и лёгкой усвояемости. Из овсяной муки изготавливаются пищевые галеты, овсяное печенье, суррогат кофе. Овсяная мука в чистом виде не используется для выпечки хлеба, поскольку она не содержит клейковины, однако её иногда добавляют в ржаную или пшеничную муку.
Из овса изготавливают заменитель молока — овсяное молоко. Оно имеет мягкий, сладковатый вкус. Его можно использовать вместо коровьего молока при приготовлении сладких и солёных блюд. Овсяное молоко первыми начали производить в Европе, но постепенно оно завоёвывает рынки Северной Америки.
Овес является составной частью многих национальных кухонь. Он был основной пищей валлийцев в XII—XIII веках. В Шотландии дроблёный овёс подавали к столу в виде овсяной каши, исключительно на завтрак. В Австралии из овса готовят анзак — печенье из овсяных хлопьев.
На Руси овсяная каша всегда занимала почётное место на столе наряду с гречневой, ячменной и пшённой. Овсяная крупа в неурожайные годы была вторым хлебом. Издревле восточные славяне мелко перетирали отруби и варили из них овсяный кисель. Толокно, замешанное на молоке, сыте или квасе, называлось дежень. На советских хлебозаводах было налажено производство овсяного печенья.

### Медицина

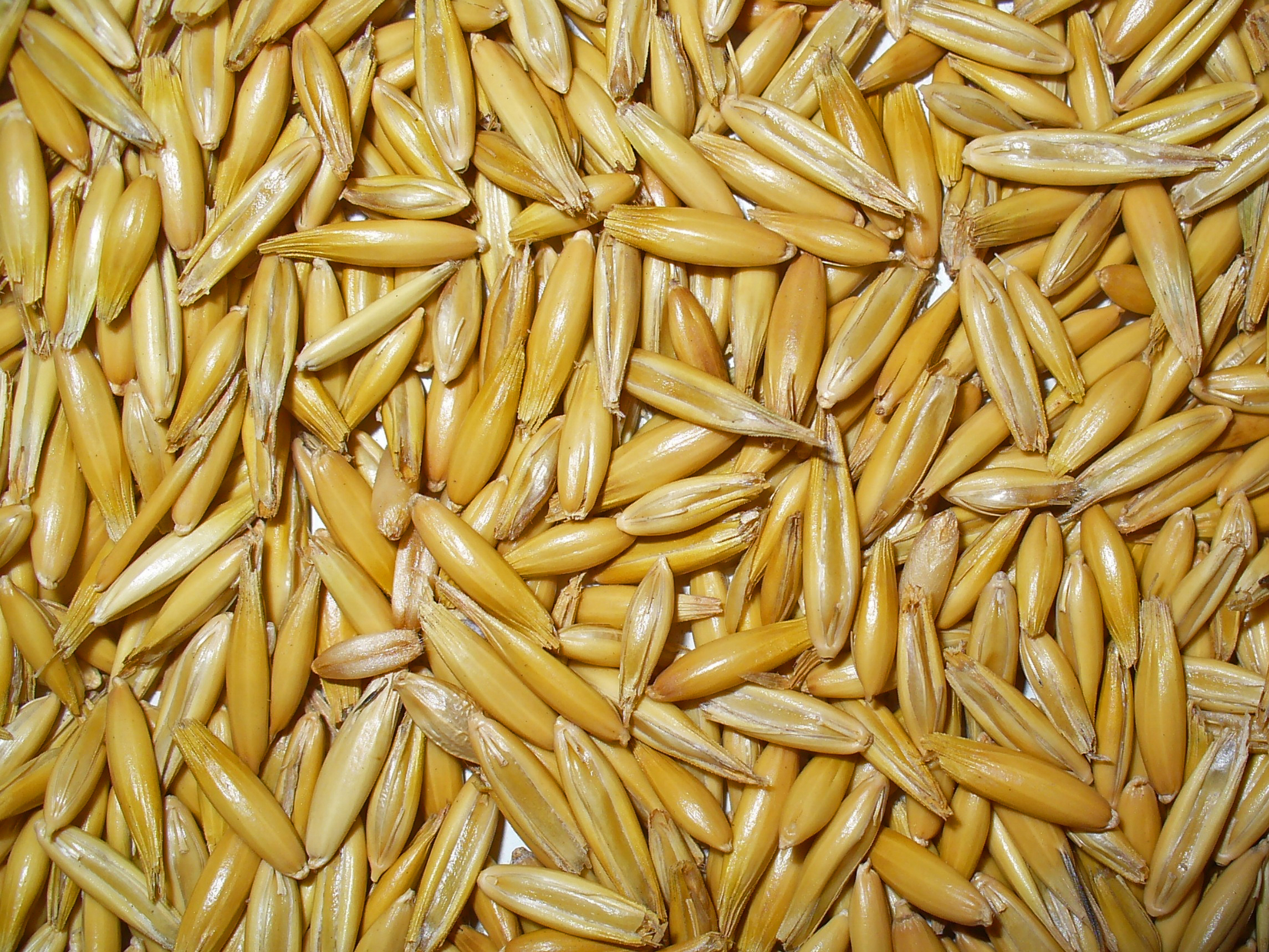
Нелущёное зерно овса

Овсяные крупы и мука имеют большое количество легкоусваиваемых, богатых незаменимыми аминокислотами белков, углеводов, жиров и витаминов группы В, поэтому их широко используют в диетическом и детском питании. Из них готовят каши, слизистые отвары и супы, которые являются диетическими и обволакивающими средствами при острых воспалительных заболеваниях желудочно-кишечного тракта (гастриты, энтероколиты), при атонии кишечника, вирусном гепатите, астении, заболеваниях нервной системы, нарушении ритма сердечной деятельности и при железодефицитной анемии, вызванной нарушением синтеза порфиринов. Овсяный кулеш употребляют при туберкулёзе лёгких (как укрепляющее средство), дают детям, больным диатезом (золотухой). При диабете дают пить настой из неочищенного зерна. В клинических условиях установлено, что настойка зелёного высушенного растения (травы) имеет успокоительные и снотворные свойства. Настой травы имеет такие же свойства, но его чаще употребляют при лихорадочных состояниях, подагре, при отёках, вызванных заболеваниями почек, для возбуждения аппетита и повышения общего тонуса организма, как ветрогонное средство. Индийская народная медицина и опыты английских учёных свидетельствуют об эффективности овса при лечении привыкания к наркотикам и табаку. Наилучшие результаты получены при использовании спиртовых экстрактов из свежих молодых растений. Экстракты из зерна показали результаты немного ниже. Свежевыжатый сок овса показывают употреблять при бессоннице, нервном истощении, для возбуждения аппетита.
В народной медицине отвар крупы (часто с мёдом) применяют как укрепляющее средство при истощении и как лёгкое слабительное. Солому овса часто включают в сборы для лечения диабета. Ванны из свежей соломы используют для лечения заболеваний суставов.
Овёс используют и как наружное средство. Для косметических масок применяют муку и овсяные хлопья, отвар травы или соломы — для ванн, примочек и обмываний при скрофулёзе, рахите, ревматизме и гипергидрозе ног, обморожениях, разных кожных болезнях и для горячих компрессов на участок почек как средство, которое облегчает прохождение камней (при почечнокаменной болезни).
В гомеопатии применяют спиртовую настойку из зелёных верхушек, собранных в фазу молочной спелости семян как успокаивающее средство при бессоннице, неврастении.

### Алкогольные напитки
Овёс используется для приготовления алкогольных напитков. Из него изготавливают овсяное пиво, которое имеет мягкий, приятный вкус, похожий на хорошие ячменные сорта, квас. Овёс иногда добавляют при приготовлении водки. Из овса и овсяного солода ставят брагу. Ранее из него изготавливали виски (последний завод был закрыт в 1975 году).

## Геральдика
- Герб Кастельданса, муниципалитета в Испании, входящего в провинцию Лерида в составе автономного сообщества Каталония: на голубом поле золотой замок, окружённый четырьмя кустами овса[31].
- Герб и флаг муниципального образования Веревское сельское поселение Гатчинского муниципального района Ленинградской области Российской Федерации: на чёрном поле, засеянном золотыми семенами овса, серебряная выдра с красным языком, повёрнутым вправо[32].
- Герб и флаг сельского поселения Дороховское Орехово-Зуевского муниципального района Московской области Российской Федерации: на красном поле, которое переходит в зелёный, вписаны колосья овса, которые пронзает серебряная стрела[33].